# Hunasethoppalu, Piriyapatna
Hunasethoppalu là một làng thuộc tehsil Piriyapatna, huyện Mysore, bang Karnataka, Ấn Độ.